# En concert
En concert es un concierto grabado en directo por Los Calchakis en 2011 con el sello Abra Pampa.

## Lista de canciones
| N.º | Título               | Música                                                                                       | Duración |  |
| 1.  | «La pastora»         | de Alfredo Domínguez                                                                         |          |  |
| 2.  | «Universo»           | de H. Miranda y S. Arriagada                                                                 |          |  |
| 3.  | «Naranjitallay»      | Héctor Miranda - Tito Veliz                                                                  |          |  |
| 4.  | «Sonkoyman»          | Folklore                                                                                     |          |  |
| 5.  | «El diablo suelto»   | de Heraclio Hernández                                                                        |          |  |
| 6.  | «Los reyes magos»    | de Félix Luna y Ariel Ramírez                                                                |          |  |
| 7.  | «Quiaqueñita»        | Folklore                                                                                     |          |  |
| 8.  | «La quimera del oro» | de H. Miranda y A. M. García                                                                 |          |  |
| 9.  | «Vírgenes del Sol»   | de Jorge Bravo de la Rueda                                                                   |          |  |
| 10. | «La vasija de barro» | de Hugo Alemán, Jaime Valencia, Jorge Enrique Adoum, Gonzalo Benítez y Luis Alberto Valencia |          |  |
| 11. | «Cinco notas»        | H. Miranda - Edgar Jofre                                                                     |          |  |
| 12. | «La partida»         | de Carlos Bonet                                                                              |          |  |
| 13. | «Quiero contarte»    | de Los Kjarkas                                                                               |          |  |
| 14. | «Coplas de marzo»    | Héctor Miranda - René Vizcarra y Octavio Cordero                                             |          |  |

## Integrantes
- Héctor Miranda
- Sergio Arriagada
- Enrique Capuano
- Pablo Urquiza
- Mario Contreras